# Alwien Tulner
Alwien Tulner (Pretoria, Zuid-Afrika, 19 mei 1970) is een Nederlands actrice.
Tulner speelt in Nederlandse series, toneelstukken en films maar is ook te zien in Franse producties. Ze volgde de toneelschool te Amsterdam, om vervolgens in Parijs verder te gaan met diverse toneelopleidingen. Terug in Nederland volgde ze een opleiding aan de Media Academie.

## Theater
- Onder het Melkwoud van Dylan Thomas
- Schakels van Herman Heijermans
- Phedre van Jean Racine
- Huis-Clos van Jean-Paul Sartre
- Les Cyranos

## Film
- Polichinella
- The Delivery
- De trein van 6h10
- Les enfants
- La Dernière Séance
- Voor hete vuren
- Goede daden
- De Dominee
- Liefje
- Doodeind

## Televisie
- Rozengeur & Wodka Lime – Finette van Aspen (RTL 4, 2001–2002, 2004)
- Baantjer – Renée Goes (afl. "De Cock en de moord op internet", 1999, afl. "De Cock en de moord op het vertrouwen") (RTL 4, 2001)
- Hartslag – Julie Schrickx (NCRV, 2002–2004)
- Het Glazen Huis – Christel de Leeuw (AVRO/TROS/BNN, 2005)
- ONM – Estelle Roggeveen (Yorin, 2005)
- Deadline – Heleen Woudstra (VARA, 2008–2010)
- presentatrice van RTL Autowereld RTL 7, 2012)

## Gastrollen in series
onder anderen: 
- 12 steden, 13 ongelukken
- Voor hete vuren
- Blauw Blauw
- Luifel & Luifel
- In de praktijk
- Doei
- Red
- Combat
- SamSam